# 캐리앤 모스
캐리앤 모스(Carrie-Anne Moss, 1967년 8월 21일 ~ )는 캐나다의 배우이다. 매트릭스 시리즈(1999-현재)의 트리니티 역으로 세계적인 인지도를 얻었다. 또한 마블 텔레비전이 제작한 네 편의 넷플릭스 시리즈에서 제리 호가스 역을 연기하였다.
《메멘토》(2000)로 2002년 제17회 인디펜던트 스피릿 어워드 여우조연상을, 《스노우 케이크》(2006)로 2007년 제27회 지니상 여우조연상을 수상했다.

## 출연 작품

### 영화
- 매트릭스 (1999) - 트리니티 역
  - 매트릭스 2: 리로디드 (2003)
  - 매트릭스 3: 레볼루션 (2003)
  - 매트릭스: 리저렉션 (2021)
- 초콜릿 (2000)
- 메멘토 (2000)
- 레드 플래닛 (2000)
- 서스펙트 제로 (2004)
- 내 친구 파이도 (2006)
- 캘리포니아 뷰티 (2006)
- 스노우 케이크 (2006)
- 디스터비아 (2007) - 줄리 역
- 반딧불이 정원 (2008)
- 언싱커블 (2010)
- 사일런트 힐: 레버레이션 (2012)
- 엘리펀트 송 (2014) - 올리비아 역
- 폼페이: 최후의 날 (2014) - 아우렐리아 역
- 프랑켄슈타인 (2015) - 엘리자베스 프랑켄슈타인 역
- 유니티 (2015) - 다큐멘터리
- 브레인 온 파이어 (2016) - 로나 역
- 더 바이 바이 맨 (2017) - 쇼 형사 역

### 텔레비전
- SOS 해상 구조대 (1994)
- 캐나다 젠틀캅 (1996, Due South)
- 척 (2011-12)
- 베이거스 (2012-13)
- 크로싱라인 (2014)
- 제시카 존스 (2015-19) - 제리 호가스 역
  - 데어데블 (2016)
  - 아이언 피스트 (2017)
  - 디펜더스 (2017)
- 휴먼스 (2016)
- Tell Me a Story (2019-20)
- 애콜라이트 (2024)